# Карновски, Моррис
Моррис Карновски (англ. Morris Carnovsky) (5 сентября 1897 года — 1 сентября 1992 года) — американский актёр театра и кино, карьера которого охватила период с 1920-х до 1980-х годов.
Карновски начал театральную карьеру в 1920-е годы, в 1931 году став одним из основателей знаменитого нью-йоркского театра Group Theatre, где проработал в течение десяти лет. С 1937 года Карновски стал сниматься в кино, сыграв в таких фильмах, как «Жизнь Эмиля Золя» (1937), «Товарищ» (1937), «У нас растёт нежный виноград» (1945), «Рассчитаемся после смерти» (1947), «Воровское шоссе» (1949), «Без ума от оружия» (1950) и «Сирано де Бержерак» (1950). Голливудская карьера Карновски была прервана в 1950 году, когда он попал в голливудский чёрный список и фактически был лишён возможности сниматься в кино. Однако Карновски успешно продолжил театральную карьеру, и в 1950—1960-е годы добился заметного признания в шекспировских постановках.

## Ранние годы жизни и начало карьеры
Родился 5 сентября 1897 года в Сент-Луисе, Миссури, третьим из семи детей. Его родители вскоре после брака эмигрировали из Литвы, поселившись в Сент-Луисе, где в течение многих лет держали бакалейную лавку. Отец привёл юного Морриса в театр на идише, атмосфера которого, по воспоминаниям Карновски, настолько очаровала его, что он навсегда остался «предан театру». В 1914 году после дебюта в школьном театре Карновски решил стать актёром.
После окончания школы изучал языки и литературу в университете Вашингтона в Сент-Луисе, где вступил в драматическое общество и сыграл в нескольких студенческих спектаклях. Получив степень в области либеральных наук в 1920 году, он переехал в Бостон, где впервые вышел на сцену как профессиональный актёр театра Henry Jewett Players. Первые актёрские годы провёл в нескольких театральных труппах Массачусетса, и даже поработал в легендарном Provincetown Playhouse в Массачусетсе.

## Театральная карьера в 1922—1940 годах
В 1922 году Карновски переехал в Нью-Йорк, где в составе театра Provincetown Playhouse дебютировал в спектакле «Бог мщения» (1922—1923). В 1923—1924 годах Карновски сыграл ещё в двух спектаклях, в том числе исполнил роль Ла Гира в премьере пьесы Джорджа Бернарда Шоу «Святой Иоанны» (1923—1924), после чего в 1926 году дебютировал в театре Guild Theatre в исторической пьесе «Хуарес и Максимилиан» (1926). В этом театре Карновски проработал до 1930 года, сыграв за этот период в семи спектаклях, включая «Братья Карамазовы» (1927), «Дилемма доктора» (1927—1928), «Миллионы Марко» (1928),  «Вольпоне» (1928) и «Тележке с яблоками» (1930). Как написал Джеймс Бэррон, «сосредоточившись на ролях второго плана, он играл всё от Алёши в „Братьях Карамазовых“ до великого хана Хубилая в „Миллионах Марко“ Юджина О’Нила, судьи в „Вольпоне“ Бена Джонсона и брата Мартина во всемирной премьере „Святой Иоанны“».
В 1929 году Карновски сыграл свою первую главную роль в бродвейском спектакле по пьесе А. П. Чехова «Дядя Ваня». Через два года после этой работы Карновски вступил в только создававшийся театр Group Theatre, который основали его друзья по Guild Theatre Харольд Клёрман и Ли Страсберг. В 1989 году Карновски вспоминал: «Мы основали Group потому что мы устали от старого романтического театра и закостеневшей звёздной системы. Мы не интересовались звёздами. Мы искали реальную, живую драму». Как писал впоследствии известный режиссёр Элиа Казан, также входивший в состав Group, «Моррис любил держать себя как староста труппы, являясь образцом преданности и дисциплины для остальных».
На протяжении десятилетия Карновски играл с такими будущими знаменитостями, как Джон Гарфилд, Франшо Тоун, Элиа Казан, Лютер Адлер, Ли Джей Кобб и Сильвия Сидни во множестве постановок, включая «Дом Коннелли» (1931), «Люди в белом» (1933-34), «Проснись и пой» (1935), «Потерянный рай» (1935-36), «Золотой мальчик» (1937-38) и «Ночная музыка» (1940). Спектакль «Люди в белом» (1933-34) принёс его автору, драматургу Сидни Кингсли Пулитцеровскую премию за лучшую драму. По словам Хэла Эриксона, игра Карновски в спектаклях «Проснись и пой» и «Золотой мальчик» «помогла укрепить репутацию основного драматурга театра Клиффорда Одетса», а театральный критик Брукс Аткинсон отметил в «Нью-Йорк Таймс», что в спектакле «Золотой мальчик» «актёр чудесно доносит молчаливое горе любящего отца, который понимает, что теряет своего мальчика» .
Всего за десятилетие с 1930 по 1940 год Карнавски был задействован в 22 бродвейских спектаклях, а в 1938 году он также сыграл и на лондонской сцене, где воссоздал свою роль отца главного героя-боксёра в пьесе Одетса «Золотой мальчик».

## Карьера в кино в 1937—1951 годах
Тем временем на таланты Карновски обратил внимание Голливуд, и в 1937 году он дебютировал в роли писателя Анатоля Франса в биопике Уильяма Дитерле «Жизнь Эмиля Золя» с Полом Муни в заглавной роли. Фильм стал кассовым хитом, он был удостоен трёх Оскаров и семи номинаций на эту награду, в том числе получил Оскар как лучший фильм . Карновски остался на Warner Brothers, чтобы сыграть банкира в «очаровательной остроумной» комедии Анатоля Литвака «Товарищ» (1937) с Клодетт Кольбер и Шарлем Буайе в главных ролях, но затем вернулся в Нью-Йорк, где продолжил выступать в спектаклях Group Theatre вплоть до роспуска театра в 1941 году.
В 1943 году Карновски вернулся на Warner Bros., чтобы исполнить роль «обманутого норвежского пастора-идеалиста в одной из лучших драм о Сопротивлении» «Край тьмы» (1943), которую поставил Льюис Майлстоун. После этого Карновски «выразил свои антифашистские взгляды», сыграв также в драме «Раса господ» (1944) и в «напряжённом, сильном антинацистском фильме» «Адрес не известен» (1944), где он сыграл еврея — директора художественной галереи. В 1945 году Карновски исполнил роль отца знаменитого композитора Джорджа Гершвина в биографической музыкальной картине «Рапсодия в голубых тонах» (1945), а также в «трогательной семейной мелодраме» «У наших виноградников нежные плоды» (1945) о жизни норвежской коммуны в небольшом городке в Висконсине.
В 1945 году Карновски сыграл в своём первом фильме нуар «Загнанный в угол» (1945) . Герой этого фильма, канадский военный пилот Лоран Жерар (Дик Пауэлл) после окончания Второй мировой войны разыскивает в одной из латиноамериканских стран убийц своей жены, которая работала во французском Сопротивлении. В ходе своего поиска он сталкивается со многими подозрительными личностями, среди которых и Сантана (Карновски), который, как выясняется, работает в организации, разыскивающей бывших нацистов и их приспешников. Рассудительный Сантана предупреждает Жерара, что «здесь нет места для убийств в качестве мести», однако пилот продолжает свой отчаянный поиск, в конце концов находя убийцу жены и забивая его до смерти. Фильм был восторженно принят критиками. В частности, кинообозреватель Босли Кроутер в «Нью-Йорк Таймс» назвал его «драмой тлеющей мести и политических интриг, которые вырастают до жестокой кульминации», показывая «столько захватывающих и жестоких убийств, сколько вы встретите за месяц хождения в кино». Кроутер отметил также «хорошую выполненную работу» Карновски в одной из ролей второго плана.
После появления в легковесной мелодраме «У мисс Сьюзи Слагл» (1946) с Вероникой Лейк и Сони Тафтсом в главных ролях, Карновски сыграл роль «всезнающего психиатра» Хэди Ламарр в криминальной мелодраме «Обесчещенная леди» (1947).
В том же году Карновски предстал в образе «эрудированного злодея» в фильме нуар «Рассчитаемся после смерти» (1947). Герой этой картины, бывший парашютист Рип Мёрдок (Хамфри Богарт) приезжает в маленький южный город в поисках пропавшего армейского товарища, выясняя, что тот был убит. Мёрдок выходит на привлекательную подружку своего товарища Корел (Лизабет Скотт), которая работала певицей в ночном клубе, а через неё — на Мартинелли (Карновски), вежливого и обходительного владельца клуба, который оказывается жестоким гангстером, с помощью шантажа заставившим Корел выйти за себя замуж и выполнять свои приказы. В финале картины Корел убивает Мартинелли, а затем гибнет в автокатастрофе. Как отметила историк кино Карэн Хэннсберри, «роль Мартинелли стала лучшей нуаровой ролью Карновски и получила высокие оценки критики». Так, обозреватель Variety выразил восхищение созданным им «учтиво бессовестным» образом, а Джек Д. Грант из The Hollywood Reporter написал: «Игру актёров второго плана отличает несколько великолепных работ, особенно Морриса Карновски в роли владельца игрового клуба» . Обозреватель «Нью-Йорк Таймс» также отметил, что Карновски выдаёт «блестящую игру как крупный гангстер, не способный смотреть на физическое насилие», а Дэвид Шипман назвал роль «преступного владельца клуба, наверное, самой cильной ролью Карновски в кино».
В Голливуде Карновски был тесно связан с Actor’s Laboratory Theatre, прогрессивной театральной группой, «составленной из киноактёров, не удовлетворённых ролями, которые предлагали им большие студии», которая развивала идеи и приёмы драматического искусства Group Theatre. В этом театре Карновски работал в течение пяти лет как преподаватель и режиссёр, поставив такие спектакли, как «Вольпоне», «Дракон» и «Герои понедельника». Кроме того, в промежутках между работой в Голливуде Карновски часто ездил в Нью-Йорк для игры в таких бродвейских спектаклях, как «Моя сестра Эйлин» (1940-43), «Кафе Корона» (1942) и «Контратака» (1943). .
В нуаровом приключенческом триллере «Сайгон» (1948) Карновски исполнил небольшую роль беспринципного военного дельца, который нанимает бывшего военного лётчика (Алан Лэдд) для переправки на самолёте из Шанхая в Сайгон своей секретарши (Вероника Лейк) с крупной суммой наличных. Несмотря на то, что критики не приняли этот фильм, он добился крупного коммерческого успеха в прокате. Причудливая фэнтези-мелодрама «Сирена Атлантиды» (1948) с Мария Монтес в главной роли имела сложную судьбу на стадии постпроизводства и в итоге провалилась в прокате. Карновски также снялся в скучной приключенческой ленте «Людоед из Кумаона» (1948) об охоте на тигра, угрожающего жителям индийской деревни.
Год спустя вышел социальный нуар Жюля Дассена «Воровское шоссе» (1949), к котором Карновски сыграл бывшего водителя грузовика Янко Гаркоса, ставшего инвалидом после стычки с безжалостным торговцем (Ли Джей Кобб), которому он доставлял фрукты. Вернувшись с войны сын Янко (Ричард Конте) решает восстановить справедливость и наказать дельца, заставляя его сознаться в преступлении. Как пишет Хэннсберри, «хотя на небольшую, но важную роль Карновски критики почти не обратили внимания, тем не менее, фильм добился успеха как в коммерческом плане, так и у критиков» . В частности, Босли Кроутер написал в «Нью-Йорк Таймс», что фильм «потрясающе сыгран отличным актёрским составом и является одной из лучших мелодрам — одной из самых острых и напряжённых — в этом году».
После появления в боевике «Агент Вестерн пасифик» (1950) об охоте на грабителя и убийцу, орудующего на железной дороге, Карновски сыграл в классическом фильме нуар Джозефа Х. Льюиса «Без ума от оружия» (1950). В самом начале картины помешанного на оружии подростка ловят при попытке украсть оружие с витрины магазина, после чего судья Уиллоуби (которого играет Карновски) приговаривает парня к переводу в исправительную школу со словами: «Мы судим тебя здесь не потому, что ты любишь стрелять. Мы судим тебя потому, что твоё любимое занятие превратилось в опасную манию… Нам всем что-то нужно, Барт, но получение этого регулируется законом» . По словам Хэннсберри, Карновски с «достоинством и пониманием» исполнил роль судьи по делам несовершеннолетних, что не осталось без внимания критиков .
После этого Карновски получил роль Ле Бре, капитана гасконских гвардейцев и друга Сирано, в фильме «Сирано де Бержерак» (1950), который принёс Оскар исполнителю главной роли Хосе Ферреру . В нуаровой мелодраме «Другая женщина» (1951) Карновски был доктором Хартли, терапевтом, наблюдающим главного героя архитектора Джеффа Кохаллана (Роберт Янг), который подозревает, что его пациент страдает паранойей после автоаварии, в которой погибла его невеста. Беспокойство Хартли только усиливается по мере того, как с Джеффом происходит серия несчастий, и доктор начинает предполагать, что Джефф сам подсознательно вызывает эти несчастья. Однако в итоге выясняется, что Джефф не виновен ни в автокатастрофе, ни в случившихся несчастьях.

## Преследование по политическим мотивам
В 1950 году вскоре после завершения работы над ролью в фильме «Сирано де Бержерак» Карновски вызвали для дачи показаний перед Комиссией Конгресса США по расследованию антиамериканской деятельности после того, как актёр Ларри Паркс и режиссёр Элиа Казан назвали его имя в числе некоторых других членов Group Theatre, которые занимались коммунистической деятельностью (среди них были также драматург Клиффорд Одетс и жена Карновски, актриса Фиби Брэнд). На заседании Комиссии Карновски отказался отвечать на вопросы или называть какие-либо имена, заявив членам Комитета: «У правительства нет такой власти, которая может заставить гражданина раскрыть свою политическую, религиозную или социальную принадлежность» . «Отказавшись поступиться своими правами или оболгать своих коллег», в 1950 году Карновски был включён в чёрный список и вскоре фактически отстранён от работы в кино.

## Театральная карьера в 1950-60-е годы
Как отметила Хэннсберри, «хотя позиция актёра была отважной и заслуживающей уважения, тем не менее она не лишила его возможности получить работу в Голливуде». Вместе с тем, по словам Шипмэна, несмотря на то, что Карновски попал в чёрный список и фактически был отстранён от кинематографа, в отличие от большинства своих товарищей по несчастью «благодаря высокой репутации в театральных кругах он смог продолжить работу».
Эриксон пишет, что «как профессионала его спас театральный продюсер Джон Хаусман, который устроил Карновски на роль в нью-йорскской постановке драмы Хенрика Ибсена „Враг народа“ (1951), где он сыграл персонажа, отказ которого поступиться принципами привёл к его гонениям и ссылке». Затем, с 1953 года в течение двух лет Карновски играл во внебродвейской постановке «Мир Шолома Алейхема» .
В 1956 году Джон Хаусман, которому, по словам Карновски, «было наплевать на чёрный список», пригласил его на Американский шекспировский фестиваль в Стратфорд, Коннектикут. Вскоре, по словам Шипмэна, Карновски стал одним из столпов этой «новой, новаторской, амбициозной организации — Американского шекспировского фестиваля». В течение семи последующих зимних сезонов Карновски сыграл на Стратфордском фестивале множество различных шекспировских персонажей, включая Эрла Солсбери в «Короле Иоанне», Провоста в «Мера за меру», Гремио в «Укрощении строптивой» . В 1957 году Карновски играл роли Гремио и Провоста также и в бродвейских постановках. В этот период актёр также появился и на телевидении в постановках «Медея» (1959) и «Мир Шолома Алейхема» (1959) .
Продолжая работать в Стратфорде, он появился на сцене в паре с Кэтрин Хепбёрн в «Венецианском купце», получив хвалебные отзывы критики, один из которых заметил, что его Шейлок «богат пониманием, горд до самого конца и безгранично трогателен» . В 1963 году Карновски вновь появился в Стратфорд, чтобы сыграть заглавную роль в «Короле Лире», которую он затем играл в Чикаго и снова в Стратфорде в 1964 и 1965 годах. В 1965 году Карновски показал настолько захватывающую игру в этой роли, что некоторые другие спектакли на фестивале были отменены, чтобы дать ещё несколько представлений «Короля Лира» . На Фестивале он также играл Клавдия в «Гамлете», Пигву в «Сне в летнюю ночь», Фесте в «Двенадцатой ночи» и Просперо в «Буре».
В 1969 году 72-летний Карновски принял предложение режиссёра Тайрона Гатри и совершил гастрольный тур по 33 городам с высоко оценённой постановкой пьесы «Лампа в полночь» о знаменитом астрономе Галилео Галилее.

## Карьера в кино и театре в 1970-80-е годы
В 1962 году, после 10-летнего отсутствия на большом экране Карновски тихо вернулся в кино с фильмом Сидни Люмета «Вид с моста» (1962) по одноимённой пьесе Артура Миллера. Ещё более чем 10 лет спустя он появился в криминальной драме Карела Рейша «Игрок» (1974) с Джеймсом Кааном и Полом Сорвино в главных ролях, где он исполнил роль деда Каана «с той величественностью, которая сделала его мастером профессии». Последней его киноработой стала короткометражка Спайка Ли «Парикмахерская Джо в районе Бед-Стай: мы режем головы» (1983).
В 1970-е годы Карновски продолжал участвовать в различных проектах, в частности, осуществил постановку «Вольпоне» в театре Lab Theatre в Нью-Йорке, и играл в спектакле «Проснись и пой», воссоздав свою роль еврейско-американского деда, которую он впервые исполнил на Бродвее в 1935 году. Также в этот период Карновски возглавил кафедру в Брандейском университете в Массачусетсе, и работал актёром и режиссёром в Оберлинском колледже в Огайо. В 1983 году Карновски сыграл в своей последней театральной постановке, «Вишнёвом саде» Чехова в театре Long Wharf Theater в Нью-Хейвене, Коннектикут.

## Признание
В 1979 году Карновски был введён в Зал театральной славы.

## Актёрское амплуа и анализ творчества
Как отмечено на сайте Turner Classic Movies, Карновски был «признанным театральным актёром, который начинал свою карьеру в театре на идиш». По словам Шипман, «театралам в США он известен по ролям по большей части второго плана в двух бродвейских театрах, которые оказали большое влияние на нью-йоркскую сцену, пока Бродвей не задавили мюзиклы и театральные вечера». Сначала в 1920-е годы «Карновски работал в Guild Theatre, а в 1930-е годы перешёл в Group Theater, где сыграл важные роли доктора Левина в „Люди в белом“, Джейкоба в „Проснись и пой!“ и мистера Бонапарте в „Золотом мальчике“».
По словам Хэннсберри, «Карновски добился значительного признания на сцене как основатель знаменитого театра Group Theatre и как исполнитель ролей в современных пьесах, а позднее — в шекспировских драмах». Как отмечает Бэррон, «за время своей театральной карьеры, которая продолжалась более 60 лет, Карновски появился в первых постановках произведений таких разных драматургов, как Джордж Бернард Шоу („Святая Иоанна“ и „Тележка с яблоками“) и Клиффорд Одетc („Проснись и пой“ и „Золотой мальчик“)». Однако, как отмечено на сайте Turner Classic Movies, «Карновски достиг пика своей театральной карьеры довольно поздно», получив в 1950-70-е годы «множество отличных ролей классического и современного репертуара». По мнению Эриксона, «среди наиболее важных театральных работ Карновски в этот период были „Мир Шолома Алейхема“ и шекспировские роли короля Лира и Шейлока».
Карновски считал себя в первую очередь театральным актёром, и, как пишет Бэррон, «ему не нравилось сниматься в кино», так как «там никогда не хватало времени, чтобы раскрыть характер». Как отмечает Шипмэн, «плодотворная экранная карьера у него не состоялась, хотя Голливуд посылал за ним, когда ему требовался серьёзный актёр». Хэннсберри отмечает, что он «появился менее чем в 25 фильмах, и его лицо не так знакомо на экране», хотя, по словам Шипмэн, «он известен как запоминающийся актёр второго плана в кино»
Как отмечено на Turner Classic Movies, «величественный вне зависимости от того, играл ли он героев или злодеев, компактный Карновски сыграл в нескольких хороших фильмах 1940-50-х годов», среди них «Загнанный в угол» (1945), «Рассчитаемся после смерти» (1947), «Воровское шоссе» (1949), «Без ума от оружия» (1950) и трогательная драма «У нашего виноградника нежные плоды» (1945). Хэннсберри добавляет, что «он сыграл в таких успешных фильмах, как „Жизнь Эмиля Золя“ (1937) и „Рапсодия в голубых тонах“ (1945)».
В 1950-е годы имя Карновски было включено в голливудский чёрный список, и более чем на десятилетие был отлучён от кино, однако он использовал это время, «чтобы добиться триумфа в шекспировских пьесах».

## Личная жизнь
В 1937 году во время работы в бродвейском спектакле «Золотой мальчик» Карновски познакомился с молодой актрисой Фиби Брэнд. В 1941 году Карновски и Брэнд поженились, и позднее у них родился сын Стивен. Этот брак сохранился вплоть до смерти Карновски в 1992 году.

## Смерть
Моррис Карновски умер 1 сентября 1992 года в возрасте 94 лет, через девять лет после своего последнего выхода на сцену, в своём доме в Истоне, Коннектикут. У него осталась жена Фиби Брэнд, сын Стивен и две сестры.

## Фильмография
- 1937 — Жизнь Эмиля Золя / The Life of Emile Zola — Анатоль Франс
- 1937 — Товарищ / Tovarich — Шоффурье-Дубьефф
- 1939 — 400 миллионов / The 400 Million — закадровый голос (документальный)
- 1943 — Край тьмы / Edge of Darkness — Секстус Андресен
- 1944 — Адрес неизвестен / Address Unknown — Макс Эйзенштейн
- 1944 — Раса господ / The Master Race — старик Барток
- 1945 — Рапсодия в голубых тонах / Rhapsody in Blue — Моррис Гершвин
- 1945 — У нас растет нежный виноград / Our Vines Have Tender Grapes — Бьорн Бьорнсон
- 1945 — Загнанный в угол / Cornered — Мануэл Сантана
- 1946 — У мисс Сьюзи Слагл / Miss Susie Slagle’s — доктор Флетчер
- 1947 — Рассчитаемся после смерти / Dead Reckoning — Мартинелли
- 1947 — Обесчещенная леди / Dishonored Lady — доктор Ричард Калеб
- 1947 — Джо Палука в нокауте / Joe Palooka in the Knockout — Говард Эбботт
- 1948 — Сайгон / Saigon — Злекс Марис
- 1948 — Людоед из Кумаона / Man-Eater of Kumaon — Ганга Рэм
- 1949 — Время вашего сеанса / Your Show Time (телесериал, 1 эпизод)
- 1949 — Сирена Атлантиды / Siren of Atlantis — Ле Месге
- 1949 — Воровское шоссе / Thieves' Highway — Янко Гаркос
- 1950 — Без ума от оружия / Deadly Is the Female — судья Уиллоуби
- 1950 — Агент Вестерн пасифик / Western Pacific Agent — Джо «Поп» Викенс
- 1950 — Другая женщина / The Second Woman — доктор Хартли
- 1950 — Сирано де Бержерак / Cyrano de Bergerac — Ле Бре
- 1959 — Пьеса недели / Play of the Week (телесериал, 2 эпизода)
- 1959 — Мир Шолома Алейхема / The World of Sholom Aleichem — Аарон Катц / председательствующий Ангел (телефильм)
- 1962 — Вид с моста / Vu du pont — мистер Альфиери
- 1974 — Игрок / The Gambler — А. Р. Ловенталь
- 1983 — Парикмахерская Джо в районе Бед-Стай: мы режем головы / Joe’s Bed-Stuy Barbershop: We Cut Heads
- 1984 — Американский театр / American Playhouse (телесериал, 1 эпизод)